# Sempiternus rex Christus
Mit der Enzyklika Sempiternus rex Christus („Christus, der ewige König“) gedenkt Papst Pius XII. am 8. September 1951 des 1500. Jahrestags des ökumenischen Konzils von Chalcedon.
Der Glaube an die Nachfolge und die Lehre Christi sei in den vorangegangenen ökumenischen Konzilien in Nicäa, in Ephesos und vor fünfzehn Jahrhunderten auf dem Konzil von Chalcedon verteidigt worden. Deshalb sei es ein besonderes Anliegen, an das Konzil zu erinnern und dessen Jubiläum zu feiern.
Der Papst bringt die Enzyklika Lux veritatis in Erinnerung, mit der sein Vorgänger Pius XI. den 1500. Jahrestag des Konzils von Ephesos gewürdigt habe. Diese Ehre solle nun auch das Konzil von Chalcedon erfahren. Pius XII. erklärt, dass zwei wichtige Beschlüsse von diesen Konzilien übernommen wurden: zum ersten der Vorrang des Papstes in Rom und zum zweiten die dogmatischen Definitionen über die Dreifaltigkeit Gottes und das Wesen Christi.
Es folgt die historische und dogmatische Beschreibung des Konzils, die mit der Darlegung aller Verhandlungen und Abläufe in chronologischer Abfolge abgeschlossen wird. Vom Konzil in Chalcedon werden die ketzerischen Aussagen von Eutyches erwähnt, der ein Verfechter des Monophysitismus war und somit den Falschlehren des Nestorius folgte. Folglich mussten auf dem Konzil von Chalcedon die theologischen Grundlagen erörtert und definiert werden.
Das Ergebnis des Konzils beschreibt Papst Pius XII. in seinen zusammenfassenden und abschließenden Absätzen. Er beklagt das Leiden der Glaubenszeugen bis in die heutige Zeit und betont, dass die gültigen Glaubensdogmen der beiden für die frühe Kirche wichtigen Konzile von Ephesos und Chalcedon – hier besonders die Erklärung über die menschliche und göttliche Natur Christi – unverändert von Bedeutung seien.